# Хуалампхонг
Хуалампхонг, Хуа Лампхонг (тайск. หัวลำโพง) или станция Бангкок (тайск. สถานีรถไฟกรุงเทพ) — главный железнодорожный вокзал Таиланда. Управляется компанией «Государственные железные дороги Таиланда». Расположен в центральной части Бангкока.

## История
Вокзал был построен в период с 1910 по 1916 годы, и открыт 25 июня 1916 года. До этого на месте вокзала располагался обслуживающий центр железной дороги, перенесённый в июне 1910 года в Маккасан. Рядом, на месте бывшего вокзала расположен монумент, посвященный открытию первой тайской железной дороги в 1897 году.
Здание вокзала построено в стиле итальянского неоренессанса, с декорированными деревянными крышами и окрашенными стеклянными окнами. Прототипом послужил вокзал Франкфурта-на-Майне. Проект фасада принадлежит туринскому архитектору Марио Томаньо.
Вокзал имеет 14 платформ, 26 билетных касс и два электронных табло. Хуалампхонг обслуживает более 130 поездов и примерно 60 000 пассажиров в день. С 2004 года станция связана подземным переходом с одноименной станцией метрополитена MRT.
Вокзал также является конечной станцией поезда "Eastern and Oriental Express".
25 июня 2019 103-я годовщина вокзала Хуалампхонг была отмечена Google Doodle.

## Закрытие

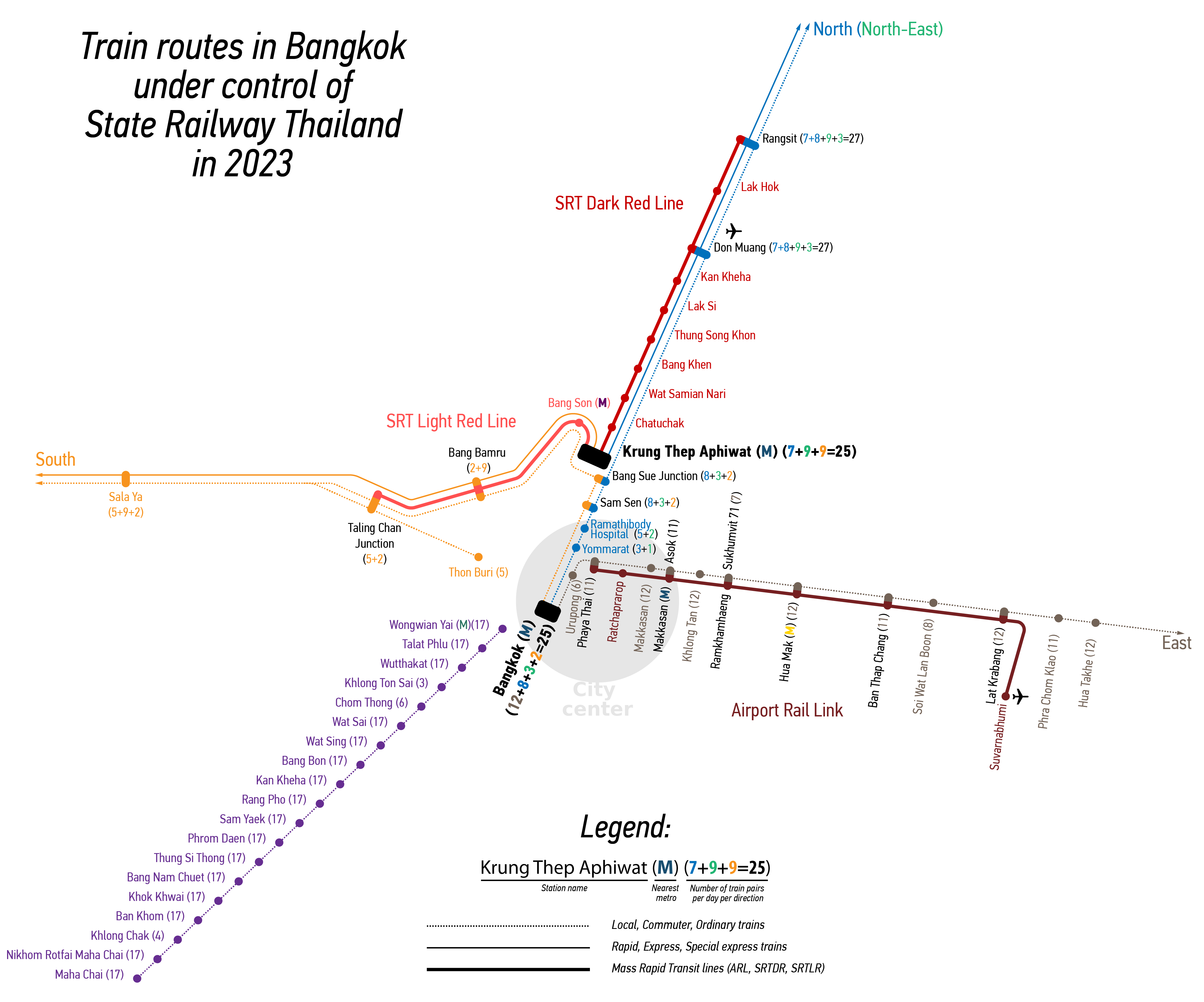
Схема линий Бангкока подведомственных SRT

После окончания строительства нового центрального вокзала Бангкока запланировано закрытие вокзала и открытие в нём железнодорожного музея. Государственные железные дороги Таиланда планируют сделать центральным  вокзал Бангсы. Министерство транспорта планирует освободившиеся площади вокруг вокзала использовать для коммерческой деятельности, а само здание превратить в музей.

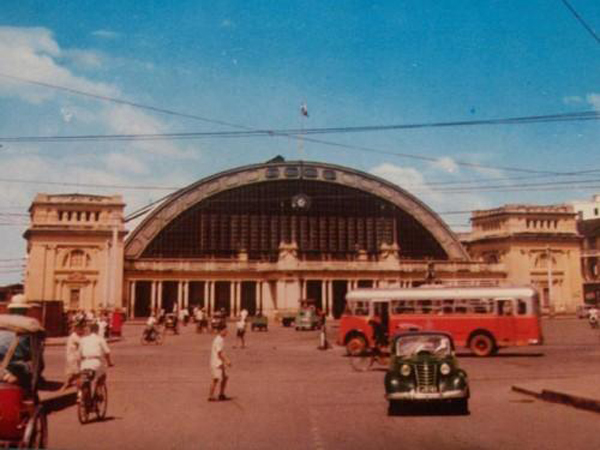
Вокзал Бангкока до 1970 года